# Ermita de la Salut (el Papiol)
L'Ermita de la Salut és una església ubicada a la serra de Collserola vora el Puig Madrona, al municipi del Papiol, que està protegida com a bé cultural d'interès local. Els vilatans del Papiol hi celebren un aplec el segon diumenge de setembre. També cada 12 d'octubre els ciutadans de Valldoreix hi celebren el seu Aplec.

## Descripció
Consta d'un edifici d'una sola nau, amb una part preromànica de cap al segle x que abasta les dues terceres parts de ponent de la nau i que se suposa que devia estar coberta amb encavallades de fusta. La coberta és de volta de canó sostinguda per diversos arcs torals. D'aquesta fase és la finestra geminada de la façana de ponent i la finestra esqueixada senzilla del costat de la porta. L'absis i les absidioles, semicirculars i amb decoració llombarda, són romàniques del segle xi, del mateix moment en què s'allargà la nau i es cobrí amb volta de canó amb arcs torals i s'hi afegiren els contraforts.
La porta d'accés, situada a migdia, és més tardana, possiblement de finals del segle xii, i està resolta amb dos arcs dovellats i un timpà llis. És romànica però se suposa que s'obre al mateix lloc que s'obria la porta original del temple preromànic. Les parets de l'antiga construcció preromànica eren més primes i foren reformades interiorment a la reforma romànica. Els pocs elements conservats d'època preromànica (a part de l'estructura de la planta) són dues finestres, una de doble separada per una petita columna de capitell corinti i una altra finestra que va quedar mig tapada per haver-s'hi afegit posteriorment un petit contrafort que en tapa just la meitat.

## Història
La seva existència, com a parròquia, està documentada des finals del segle xi (1060), dedicada a Santa Eulàlia de Mèrida, però el 1315 es va traslladar la parròquia i la dedicació a la capella del castell del Papiol, quedant l'ermita dedicada a Sant Pere fins que el 1717 es canvià per la Mare de Déu de la Salut. Galceran Despapiol (senyor del lloc i del castell) autoritzà el trasllat de la parròquia al nucli habitat que s'havia format vora el castell. Llavors l'antic edifici va romandre com a capella rural sota l'advocació de Sant Pere de Madrona i al s. XVIII fou dedicat a la Verge de la Salut com a santuari. Fou restaurada pel Servei de Conservació i Catalogació de Monuments de la Diputació.

## Galeria

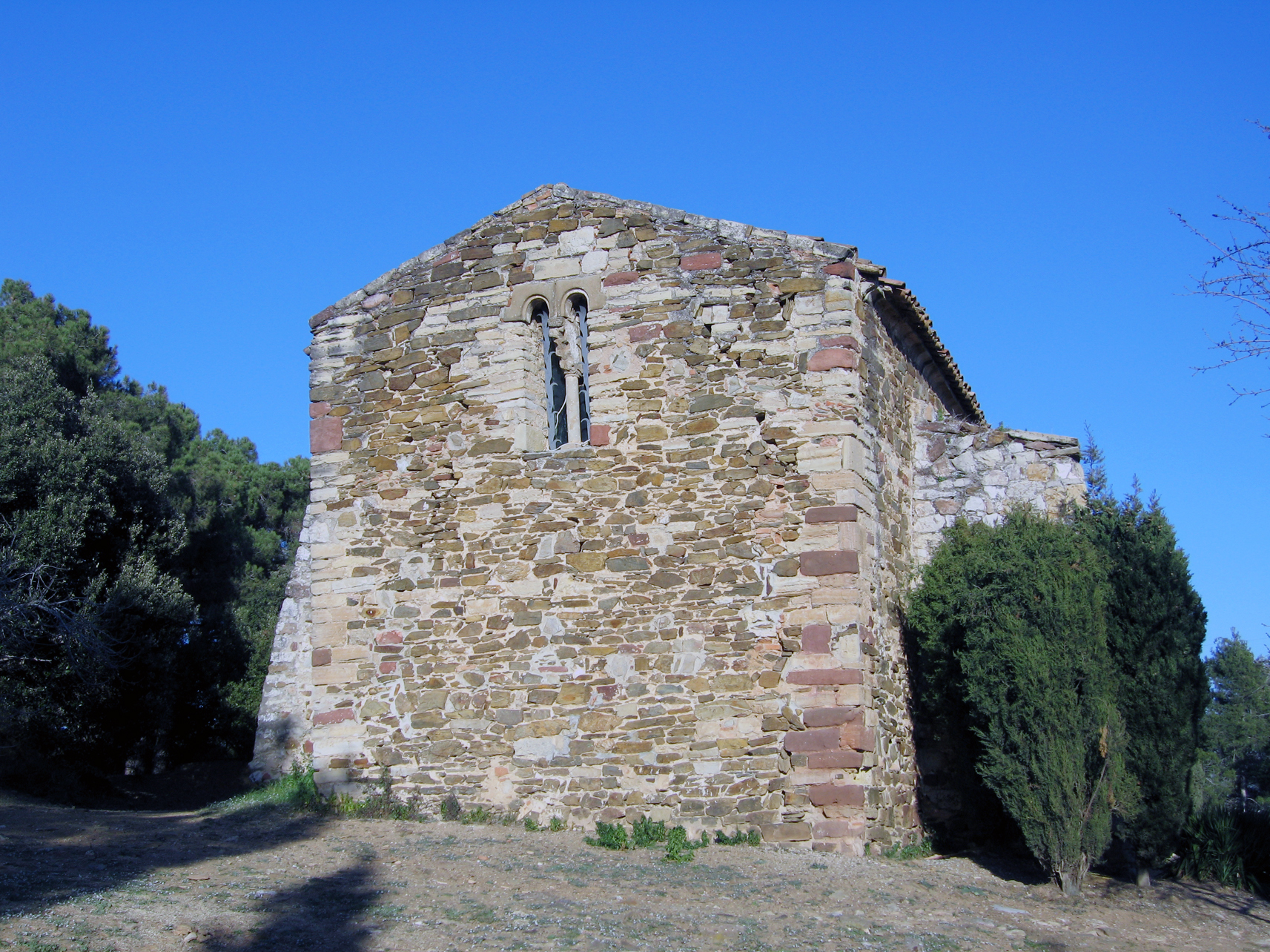
Façana de ponent, amb una finestra geminada del segle x
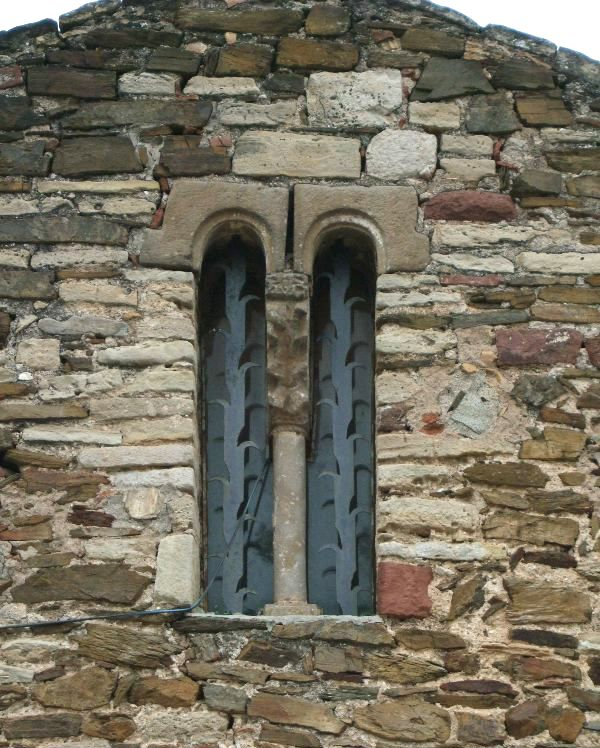
La finestra geminada, amb un capitell en forma de mènsula i la llinda formada per dues peces en forma d'arc de mig punt
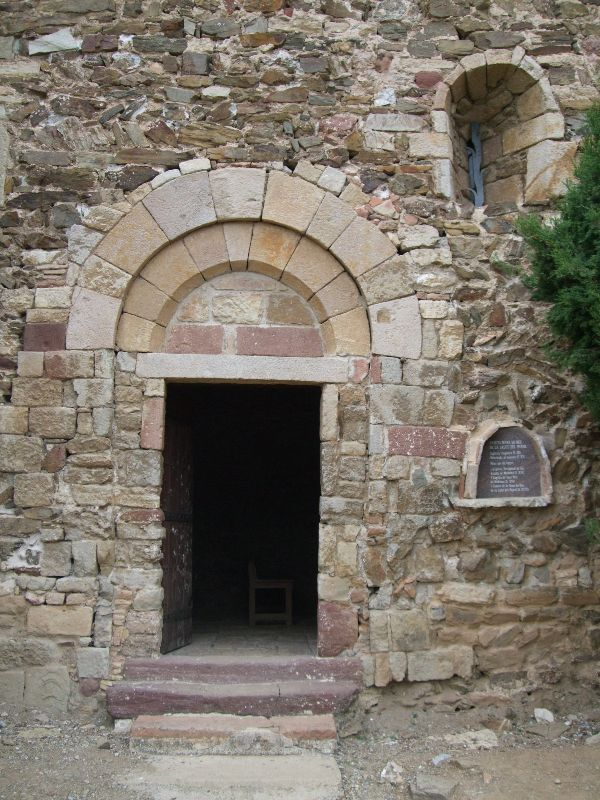
Porta
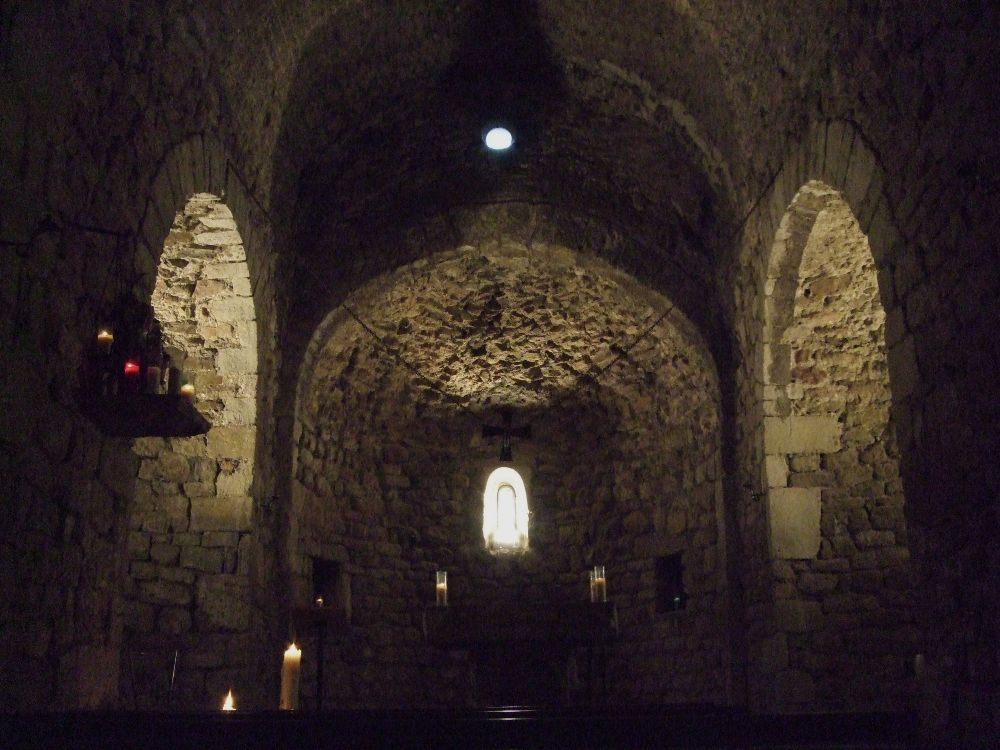
Interior